# Teutleben
Teutleben is een ortsteil van de landgemeente Hörsel in de Duitse deelstaat Thüringen. Tot 1 december 2011 was Teutleben een zelfstandige gemeente. Het dorp wordt al genoemd in een oorkonde uit de negende eeuw.